# بلاسي
بلاسي أو بلاشي (بنغالية: পলাশী) هي قرية على نهر هوغلي، تقع في منطقة نادية في ولاية بنغال الغربية في الهند .
تكمن شهرتها من معركة بلاسي التي وقعت هناك في عام 1757، بين جيش خاص من شركة الهند الشرقية البريطانية وجيش حاكم البنغال النائب سراج الدولة.

## التاريخ
إكتسبت بلاسي أهمية تاريخية في 23 يونيو 1757م عندما نشبت معركة بلاسي بين قوات سراج الدولة -آخر نواب البنغال- (ومعه قوات الدعم الفرنسية) ضد قوات شركة الهند الشرقية بقيادة روبيرت كلايف، هذا الحدث جزء من حرب السنوات السبع، التي أدت في النهاية إلى إقامة الحكم البريطاني في البنغال، وأخيرا شبه القارة الهندية كلها. خلال الحكم البريطاني أصبحت بلاسي جزء من منطقة نادية بالبنغال.